# 梶山正
梶山正（かじやまただし、1959年 - ）は、日本の写真家である。長崎県出身。福岡県宗像市育ち。福岡県立宗像高等学校卒業。

## 来歴
少年時代は虫が大好きで、暗記するほど昆虫図鑑ばかりを眺めていたり、昆虫の標本をたくさん作っていた。
高校在学中に山岳部に所属していた。
18歳の時、実家がある福岡からバイクを走らせて、大学に通い始めた友人の新生活を見に京都を訪ねる。友人は山岳部に入っており、梶山も山岳部室に通っては、部員たちと一緒に登山のトレーニングに励んだ。周りにインド旅行から帰ってきたばかりの先輩がいて、彼からインドの魅力を毎日のように聞かされる。福岡の大学に戻ることが無意味に思え、大学を辞める。
その後大阪で正社員として就職。19歳で京都に引っ越しをする。数軒隣には後に妻（NHK衛星ハイビジョン「猫のしっぽ カエルの手 京都 大原 ベニシアの手づくり暮らし」に出演）になるベニシア・スタンリー・スミスが、英会話教室をしながら子供3人と暮らしていた。アルバイトをしてもインド行きの資金が貯まらず、その後はステーキ店で2年間働いて資金を貯める。
インドへ行きたいと想い始めて5年が経った1982年に旅立つことができ、24歳の時にヒマラヤに登山後は、インド各地とネパールの山村を歩き回った。ある日、2人の日本人僧侶から「日本で一緒にインドカレー屋を始めないか」と誘われる。1ヶ月後に会う約束をして、ニューデリーで再会する。
帰国後は京都・岩倉の学生アパートでインド料理店を営み（後に店は京都大学の近くに移転した）、店の客としてベニシアも訪れている。
1992年にベニシアと結婚。1996年6月から妻、息子と京都の大原に移住する。
山岳写真を専門で雑誌などに掲載しているが、最近では妻であるベニシアのハーブ・ガーデニングや、里山暮らしに関する著書の写真・翻訳も手掛けている。

## 人物
妻のベニシアは前夫との間に娘2人・息子1人。梶山との間に息子1人がいる。
父、母、姉、弟が2人いる。

## 著書
- 『ベニシアのハーブ便り 京都・大原の古民家暮らし』（2007年、世界文化社）
- 『ベニシアの京都里山日記 大原で出逢った宝物たち』（2009年、世界文化社）
- 『ベニシアの京都里山暮らし 大原に安住の地を求めて』（2009年、世界文化社）
- 『猫のしっぽカエルの手 ベニシアの手づくり暮らし 春・夏編』（2010年、世界文化社）
- 『猫のしっぽカエルの手 ベニシアの手づくり暮らし 秋・冬編』（2010年、世界文化社）
- 『ポケット図鑑 日本アルプスの高山植物』（2015年、家の光協会）